# Автосомно-рецесивний тип успадкування

Автосомно-рецесивний механізм успадкування хвороби: обидва батьки є носіями дефектного гена. На схемі синім кольором позначена здорова дитина (ймовірність народження 25 %), фіолетовим — носії дефектного гена (50 %), червоним — хвора дитина (ймовірність народження 25 %). Синім кружечком позначений нормальний ген, червоним — дефектний.

Автосомно-рецесивне успадкування — властивий диплоїдним евкаріотам тип успадкування ознаки, контрольованої рецесивними алелями гена, що розташований на автосомі гена. Для прояву мутації з таким типом успадкування мутантний алель, локалізований в аутосомі, має бути успадкований від обох батьків. Інакше кажучи, мутація проявляється лише у гомозиготному стані, тобто тоді, коли обидві копії гена, розташовані на гомологічних аутосомах, є ушкодженими. Якщо мутація перебуває у гетерозиготному стані, і мутантний алель супроводжує нормальний функціональний алель, то автосомно-рецесивна мутація не виявляється в фенотипі.
У всіх випадках автосомно-рецесивного спадкування, якщо обидва батьки несуть дефектний алель, то за законами Менделя ймовірність того, що діти, як і їхні батьки, будуть носіями мутантного гена 50 %, ймовірність народження дитини без мутації — 25 %, ймовірність народження хворої дитини — 25 %. При цьому генні хвороби цього типу успадкування з однаковою частотою зустрічаються як у чоловіків, так і у жінок.
В основі багатьох спадкових захворювань людини лежить цей тип успадкування. Автосомно-рецесивними є, наприклад, більшість лізосомних хвороб накопичення, до яких відносяться хвороба Тея — Сакса, хвороба Гоше, хвороба Німана — Піка, а також деякі інші (моногенні) — фенілкетонурія, галактоземія, карликовість, спадкова приглухуватість, синдром Жильбера). Захворювання з автосомно-рецесивним типом спадкування клінічно виражене лише у випадку, коли обидві автосоми є дефектними за цим геном.
Поширеність хвороб, успадкованих за автосомно-рецесивним типом, залежить від частоти народження рецесивного алелю в популяції. Найчастіше рецесивні спадкові хвороби зустрічаються в ізольованих етнічних групах, а також серед населення з високим відсотком близьких родинних шлюбів.